# 蓋沼
蓋沼（ふたぬま）は、福島県大沼郡会津美里町にある周囲343m程度の小さな沼。県の天然記念物である蓋沼の浮島があることで知られる。

## 概要
蓋沼にはもともと小さな沢の支流があったが、上流において地滑りが発生し、流れが堰き止められた事により沼となった。蓋沼に浮かぶ楕円形の浮島は850年前後にできたと言われ、ちょうど沼に蓋をするように浮いていることから蓋沼と名づけられた。

## 蓋沼の浮島
蓋沼の浮島は、堰き止められる前に繁茂していたキタヨシなどが枯れ死し、水面に浮上した根茎にミズゴケなど別の植物が繁茂するなどした。蓋沼は水の出入りが無い為、破壊される事無く浮島へ成長したとの見解が有力である。
現在その表面にはサギソウ、トキソウ、マルハノモウセンゴケ、ミツガシワ、ヤマドリゼンマイなど約60種の植物や昆虫などが生息している。

## 蓋沼水源の森
「古潟沼」を中心に「蓋沼」、「大久保池」、「三角池」大小4つの沼があり、「古潟沼」は古くから灌漑の水源として大切に保全されてきた。周囲の森林は「蓋沼水源の森」として水源の森百選に選定されている。
| 山岳         | 面積(ha) | 標高(m)  | 人工林(%) | 天然林(%) | 主な樹種                         | 制限林                     | 種類           | 流量(m3/日) |
| ------------ | -------- | -------- | --------- | --------- | -------------------------------- | -------------------------- | -------------- | ----------- |
| 蓋沼森林公園 | 102      | 460〜550 | 15        | 85        | コナラ・コナラ・アカマツ・クヌギ | 干害防備保安林、保健保安林 | 流水（古潟沼） | 350         |

（データは選定年1995年（平成7年）7月）
蓋沼森林公園は、各池をめぐる遊歩道や多目的学習施設、屋外ステージ、アスレチックス、キャンプ場など森林レクリェーション施設が整備されている。
蓋沼の生態系のほか、オオルリ、ウグイス、キジ、リス、ウサギ、モリアオガエル、ハッチョウトンボなどの動物を見ることができる。
- 所在地：福島県大沼郡会津美里町大字八木沢字七窪　他